# 화순 운주사 구층석탑
화순 운주사 구층석탑(和順 雲住寺 九層石塔)은 전라남도 화순군 운주사에 있는, 고려 시대의 구층석탑이다. 1984년 11월 30일 대한민국의 보물 제796호로 지정되었다.
지금까지 운주사에 남아 있는 탑 12개 가운데 하나로 입구에 서 있다. 5층 석탑과 함께 높이가 가장 높다. 지붕돌 밑면에 받침을 생략한 모습이나 각 면에 새긴 장식이 특이한 탑이다.

## 개요
운주사로 들어가는 남쪽 골짜기의 첫 입구에 세워져 있는 탑으로, 커다란 바윗돌로 바닥돌과 아래층 기단을 삼고 그 위로 윗층 기단을 쌓은 후 9층에 이르는 탑신(塔身)을 세운 모습이다.
윗층 기단의 가운데돌은 4장의 널돌로 짜였으며, 네 모서리마다 기둥모양을 새긴 후 다시 면 가운데에 기둥모양을 굵게 새겨 면을 둘로 나누어 놓았다. 또한 기단의 맨윗돌은 탑신의 1층 지붕돌로 대신하고 있는 점이 특이한데, 운주사의 모든 탑이 이러하여 고려시대로 오면서 나타난 특징으로 보인다. 탑신의 각 몸돌에는 면마다 2중으로 마름모꼴을 새기고, 그 안에 꽃무늬를 두었는데, 이러한 수법은 운주사의 석탑에서만 볼 수 있다. 각 지붕돌은 밑면이 약간 치켜올려져 있고, 여러 겹의 빗살무늬가 조각되어 있다. 꼭대기에는 원기둥모양으로 다듬은 돌과 보륜(寶輪:바퀴모양의 장식)이 올려져 머리장식을 이루고 있다.
탑의 면이 사각형인 것은 고려시대의 일반적인 탑들과 같으나, 지붕돌 밑면에 받침을 생략한 모습이나 각 면에 새긴 장식이 일반형에서 벗어난 모습들은 보기 드문 예이다. 이는 지방적인 색채가 뚜렷했던 고려시대의 특징을 잘 나타낸 것으로 보인다.
운주사의 여러 탑 가운데 높이가 가장 높은 것으로, 원래 지방유형문화재 제8호였다가 1984년 보물로 등급이 조정되었다.

## 같이 보기
- 운주사

## 참고 자료
- 화순 운주사 구층석탑 - 국가유산청 국가유산포털
- 이 문서에는 다음커뮤니케이션(현 카카오)에서 GFDL 또는 CC-SA 라이선스로 배포한 글로벌 세계대백과사전의 내용을 기초로 작성된 글이 포함되어 있습니다.